# روس غرينبيرغ
روس غرينبيرغ (بالإنجليزية: Ross Greenberg)‏ هو صحفي وعالم حاسوب أمريكي، ولد في 16 سبتمبر 1956 في نيويورك في الولايات المتحدة، وتوفي في 17 فبراير 2017 في داهلونغا في الولايات المتحدة.